# Tombe Golini
Le tombe Golini I e II sono site nella necropoli dei Settecamini ad Orvieto.

## Storia
Le tombe furono scoperte da Domenico Golini (da cui deriva il nome delle tombe) nel 1863.
Originariamente le due tombe etrusche si chiamavano "Tomba delle due bighe" (la cosiddetta tomba Golini I) e "Tomba dei Velii" (la cosiddetta tomba Golini II).
Sono originarie della seconda metà del IV secolo a.C.
Attualmente gli affreschi originali sono conservati nel museo archeologico ad Orvieto, e visibili in un allestimento che riproduce fedelmente la struttura delle camere funerarie.

## Descrizione
Le due tombe sono affrescate con scene rappresentative del defunto (verosimilmente, fino a prova contraria, i sepolti nelle rispettive tombe) ed il suo arrivo nell'Ade ed il suo accoglimento nell'aldilà con un banchetto preparato in suo onore.